# Ostfinnland (Provinz)
Die Provinz Ostfinnland (finn. Itä-Suomen lääni, schwed. Östra Finlands län) war von 1997 bis 2009 eine Provinz (lääni, län) Finnlands. Sie umfasste die Landschaften (maakunta, landskap) Nordsavo, Südsavo und Nordkarelien. Die Fläche betrug 60.719 Quadratkilometer, die Einwohnerzahl lag bei rund 570.000 (2009). Verwaltungssitz war die Stadt Mikkeli.
Die Provinz Ostfinnland entstand in der Verwaltungsreform von 1997 durch den Zusammenschluss der früheren Provinzen Kuopio, Nordkarelien und dem größten Teil der Provinz Mikkeli. Zum Jahresbeginn 2010 wurden die Provinzen aufgehoben. Die staatliche Verwaltung des Gebiets wird nun von der Regionalverwaltungsbehörde (aluehallintovirasto, regionalförvaltningsverket) Ostfinnland ausgeübt.

## Wappen
Die Provinz Ostfinnland umfasste die historische Landschaft Savo und Teile Kareliens. Daher ist das Wappen der ehemaligen Provinz aus deren Wappen zusammengesetzt. Die Blasonierung lautet: Der Schild ist gespalten und zeigt vorn in Rot zwei silberne Rechtarme aus dem Schildrand hervorbrechend, rechts mit goldenem Gelenkschutz ein silbernes goldgegrifftes Schwert und links einen goldgegrifften Krummsäbel schwingend. Zwischen den Armen schwebt eine goldene Krone. Hinten in der schwarzen Schildhälfte befindet sich ein goldener, gespannter Bogen mit silberner Sehne. Der Bogen zeigt nach rechts oben und sein goldener Pfeil hat eine silberne Spitze und Befiederung. Auf dem Schild ruht eine goldene Krone.